# 江岩岛
28°10′15″N 121°09′03″E / 28.1707°N 121.1507°E
江岩岛，又名狮子岛，是中华人民共和国浙江省玉环市玉城街道管辖的一个岛屿。

## 地貌
江岩岛位于乐清湾中南部，东北邻小担岛，东邻箬笠礁，西邻大乌岛、小乌岛，南邻金鸡礁，北邻大檐岛，江岩岛呈不规则梯形，南北走向，面积1.04平方公里。由江岩头、马槽、山头和北塘四个自然村组成。岛上主峰狮子山海拔137.4米，俗称桥顶。2006年，玉环县人民政府投资建成300吨级兼500吨客货两用码头，建设江岩岛森林公园景区。

## 历史
1946年8月，国共第二次内战期间，国军浙保四团三中队副营长沈仁率领加强连进驻江岩岛，计划封锁乐清湾的共军力量。并在9月16日国军出动，在大青山岛、小青山岛进行交战，江岩岛盐坦司秤张加能（早年参加红十三军）等三人冒险出船抢先把情报告诉中共武装，帮助乐清中心县委书记邱清华在大青岛召集郑梅欣、丁世祥开会并迎战，成功阻击国军。国军在失利后，发动报复行动，将小青岛上的34户房屋全部焚毁。